# سباق طواف فرنسا 1953
سباق طواف فرنسا 1953 من سلسلة سباقات سباق طواف فرنسا. أقيم هذا السباق في تاريخ 3-26 يوليو 1953 على 22 مراحل. بعد مرور 129 ساعة و23 دقيقة و25 ثانية وبعد طي 4479 كم بمتوسط 34.593 كم في الساعة فاز بالميدالية الذهبية لوسيان بوبيت من فرنسا، فيما حصد جان مالياك من فرنسا الميدالية الفضية، وكانت الميدالية البرونزية من نصيب جانكارلو أستروا من إيطاليا.

## الميداليات
| ذهب                  | فضة                | برونز                     |
| لوسيان بوبيت - فرنسا | جان مالياك - فرنسا | جانكارلو أستروا - إيطاليا |